# Козельское княжество
Козельское княжество — русское княжество XII—XV веков с центром в городе Козельск.
На рубеже XII-XIII вв Козельск стал центром удельного княжества в составе Черниговского княжества. Во время монгольского нашествия на Русь в мае 1238 года город был сожжён после семинедельной осады, князь погиб. На рубеже XIII-XIV вв козельский князь Михаил Дмитриевич занимал черниговский великокняжеский престол. В 1371 году козельские князья приняли литовскую присягу, в 1408 году — московскую. В 1445 году княжество захвачено Литвой, в 1494 году — Москвой.

## История
Первое упоминание о городе Козельск в составе Черниговского княжества относится к 1146 году.
Удельное княжество Козельское берет начало между 1181 и 1201 годами, когда первым козельским князем стал Мстислав Святославич. В 1216/1219 году после смерти старшего брата Глеба Святославовича Мстислав стал великим князем черниговским, а в Козельске оставил своего сына Дмитрия. Дмитрий Мстиславич погиб в 1223 году вместе со своим отцом во время битвы на реке Калке. По мнению исследователей, после этого Козельск мог перейти к его брату Ивану, который известен только по упоминанию в Северском синодике. Возможно, что именно его сыном был Василий — малолетний козельский князь во время монгольского нашествия 1238 года. Княжеская дружина и жители Козельска мужественно обороняли город на протяжении семи недель с начала марта до начала мая. Только после подхода подкреплений татарам удалось уничтожить дружину на вылазке, пробить городские стены и овладеть городом. Все жители города, включая женщин и детей, были убиты, город сожжён. Козельск был назван Батыем «Злым городом». Судьба князя Василия осталась неизвестной. По словам летописца, "А о князе их Василии неведомо бысть, иные глаголаху, яко в крови утонул есть, поняже убо млад бе".
Через несколько лет Козельск возродился. Согласно традиционной версии, в 1246 году, после гибели в Золотой Орде последнего черниговского князя Михаила Всеволодовича, все его владения были поделены между четырьмя сыновьями. Карачевское княжество с «тянувшими» к нему волостями досталось второму сыну, Мстиславу Михайловичу. Согласно новым исследованиям, подобная конструкция возникла под влиянием родословных верховских князей XVI века, возможно, что в княжестве продолжали управлять потомки Мстислава Святославича черниговского. Его внуком, возможно, был Михаил Дмитриевич, названный в Любецком синодике великим князем черниговским. И поскольку Мстиславичи не могли быть внуками Михаила Святого по хронологическим причинам, то отцом Мстислава мог быть не Михаил Святой, а Михаил Дмитриевич. С другой стороны, Квашнин-Самарин Н. Д. и отчасти Войтович Л. В. обратили внимание на то, что княжение в 1238 году в Козельске юного Василия могло означать, что у него отсутствовали к тому моменту старшие родственники, и Мстиславичи Дмитрий, Андрей, Иван и Гавриил (Войтович Л. В. называет только Андрея) могли быть сыновьями Мстислава Глебовича. В этом случае Михаил Дмитриевич не имел отношения к Козельскому княжеству.
Известны первые после нашествия козельские князья Андрей (1339) и Тит (1365) Мстиславичи и его потомки.
В 1371 году Козельск принял вассалитет Великого княжества Литовского. В 1408 г. город приобрел московский князь Василий I Дмитриевич и отдал его серпуховскому князю Владимиру Храброму, взяв взамен Волоколамск и Ржев. Однако, в 1445 г. литовцы вновь овладели Козельском и присоединили его к своим владениям. В 1448 г. Казимир отдал его в наместничество князю Воротынскому. Лишь в 1494 г. литовцы признали город «отчиной» московских князей, и он окончательно отошел к Русскому государству. Один из потомков Тита Мстиславича князь Иван Федорович Горчак был родоначальником князей Горчаковых.

## Князья Козельские
- Мстислав Святославич (1201—1216)
- Дмитрий Мстиславич (уб. 31 мая 1223)
- Иван Мстиславич (1223—до 1238)
- Василий Иванович (—1238)
- Михаил Дмитриевич?
- Мстислав Михайлович?
- Андрей Мстиславич (убит в 1339)
- Тит Мстиславич (ум.после 1365)
- Иван Титович (упом. 1371)
- Юрий Иванович, упом. в 1389—1408